# Ngoc Minh Dinh
Ngoc Minh Dinh, född 5 augusti 1962 i Sydvietnam, är en vietnamesisk-norsk entreprenör.
Ngoc Minh Dinh kom till Norge 1979 som båtflykting. Han togs ombord utanför den vietnamesiska kusten av det norska fartyget M/S Berge Sisu. Han utbildade sig till civilingenjör i elektroteknik på Norges tekniska universitet i Trondheim.
Från 1994 forskade han i Trondheim om fingertryckssensorer. Han grundade år 2000 Next Biometrics Group ASA. Företaget fick sin första försäljning av sin fingeravtryckssensor 2011 till ett tyskt företag och samma år ett patent till och med 2025. År 2014 noterades företaget på Oslobörsen. Han har idag via Ecomnex Holding AS en aktiepost i företaget.
Han är gift med Thi Thanh Thanh Dinh (född 1971).